# Danielle Sarréra
Danielle Sarréra (angeblich * 1932; † 1949 in Paris) ist eine fiktive französische Dichterin. Ob es sich um ein Pseudonym des Schriftstellers Frédérick Tristan handelt, wie er selber erklärt hat, oder die Sarréra zugeschriebenen Werke von einer anderen, noch unbekannten Person verfasst wurden, ist umstritten.

## Identität und Fiktion
Hauptbestandteil des Danielle-Sarréra-Mythos ist ihr Selbstmord. Als 17-Jährige soll sie sich am Gare de Lyon (Paris) vor den Zug geworfen haben. Außerdem habe die junge Ausreißerin in ihrer letzten Wohnstätte, einer Dachstube in der Rue Bonaparte 42, mehrere Schulhefte hinterlassen, vollgeschrieben mit Kurzprosa, die der Schriftsteller Frédérick Tristan in den 1970ern unter den Titeln „Oeuvre“ und „Journal“ publizierte.
Die Tatsache, dass nur die Texte und keinerlei Beweise für die Existenz der Autorin vorlagen, hat frühzeitig Zweifel an ihrer Identität aufkommen lassen. Schließlich gab der Herausgeber Frédérick Tristan zu, selbst Autor ihrer Texte gewesen zu sein. Danielle Sarréra sei der Name für sein „anderes Ich“ gewesen. Pierre Borel hat die Autorenschaft Tristans angezweifelt. Dabei beruft er sich auf editionsgeschichtliche Widersprüche und stilistische Differenzen zwischen den Sarréra-Texten und den Romanen Tristans. Sein Fazit: Die Verfasserin ist nach wie vor unbekannt.

## Das Werk
„Œuvre“ und „Journal“ sind kleine Sammlungen von Kurzprosa. Die Autorin schildert darin ihr Martyrium inmitten einer mythologisch aufgeladenen Gegenwart, in der Antigone und Ophelia den Montmartre bevölkern. Sie ist eine gemarterte Prinzessin, imaginiert eine Welt, „wo seit langem keine Traube mehr reift, wo die Tiere alle Lepra haben und die Menschen alle unter Schlaflosigkeit leiden“. Eine zentrale Gestalt ist der „Schädelbohrer-Ritter“ (alias Christus), mit dem sie eine pechschwarze Hassliebe verbindet. Während er sie vergewaltigt, liest sie im Johannes-Evangelium über seine Kreuzigung und freut sich über seinen dort beschriebenen, baldigen Tod. Sie weiß, dass sie – die Jungfrau – mit einem Kind schwanger geht, „dessen Schrei genügte, die Welten taub zu machen“. Sie, deren schielender Blick selbst einen finsteren Ostjaken in die Erschöpfung treibt. Und über all dem thront der „Schöpfer der Leere“. Ein gnostisch gefärbtes Weltbild, in dem sich die Ich-Erzählerin zwischen Ohnmacht, Lebendig-Begrabensein, Melancholie und dem Eingeständnis von der Vergeblichkeit jeder Liebe bewegt.
Die deutsche Ausgabe enthält zusätzlich Faksimile-Beispiele, die eine weitere Dimension der Werke freilegen. Mitten in den Texten, geschrieben auf dem Kästchenpapier eines Mathematikheftes, finden sich Zeichnungen und Kritzeleien. Motive, wie die Darstellung eines Mannes mit Gartenschere, der sich einer Blume nähert, artikulieren einen fast kindlichen Ausdruck von Hilflosigkeit.

## Rezeption und Wirkung
Die Werke der Danielle Sarréra wurden ins Niederländische, Italienische und Englische übersetzt. Eine deutsche Version von „Oeuvre“ und „Journal“ erschien 1978 unter dem Titel „Arsenikblüten“, für die Valie Export zahlreiche Illustrationen schuf. Der Herausgeber Bernd Mattheus hat in seinem Nachwort der Deutschen Ausgabe – „alaska, eine collage“ – die Texte der Sarréra als eine Form gesellschaftlichen Widerstandes interpretiert; Pierre Borel dagegen verstand sie als Ausdruck von Schizophrenie.
Vom Mythos und Werk der Danielle Sarréra ging eine stark inspirative Kraft aus. Schnell wurde die geheimnisvolle Autorin eine Ikone des literarischen Undergrounds und zeitweise als weiblicher Rimbaud bezeichnet. So ließ Rainer Werner Fassbinder in dem Terroristendrama „Die dritte Generation“ (1979) Bulle Ogier Texte der Sarréa Deutsch und Französisch rezitieren. In der Theater- und Performanceszene wurde sie von Schauspielerinnen wie Chady Seubert (Rudimentär), Lilith Rudhart (ArsenikblütenProjekt) (beide in Berlin) und Hanne Dieserud (Grusomhetens Teater Oslo) verkörpert. Der Dichter und Dramatiker Paul M Waschkau (Berlin) initiierte 2003 im Berliner Orphtheater den 1. Danielle-Sarréra-Kongress und gab als Materialsammlung die „Zeitschrift für spezielle Poesie – Alaska“ heraus.

## Werke von Danielle Sarréra
- Œuvre. Le Nouveau Commerce, Paris 1974
- Journal. Le Nouveau Commerce, Paris 1976
  - Deutsche Zusammenstellung als: Arsenikblüten. Matthes und Seitz, München 1978, ISBN 3-88221-205-5.

## Aufführungen
- Arsenikblüten; Uraufführung des Theaters Rudimentär; Regie Hendrik Mannes; Berlin 1993
- Alaska nach Sarréra; Uraufführung des Grusomhetens Teater; Regie: Lars Onyo; Oslo 2001
- Alaska; Uraufführung der Gruppe ArsenikBlütenProjekt im Orphtheater; Berlin 2003;
- Arsenikblüten; Uraufführung als Kammeroper; Komposition: Diana Syrse; Regie: Annalena Maas; Bayerische Theaterakademie München 2014